# Qarah Āghol
Qarah Āghol (persiska: قره آغل, قَرَه آغُل) är en ort i Iran.   Den ligger i provinsen Västazarbaijan, i den nordvästra delen av landet, 700 km nordväst om huvudstaden Teheran. Qarah Āghol ligger 1 908 meter över havet och antalet invånare är 151.
Terrängen runt Qarah Āghol är lite kuperad. Runt Qarah Āghol är det ganska glesbefolkat, med 39 invånare per kvadratkilometer. Närmaste större samhälle är Seyah Cheshmeh, 3,9 km sydväst om Qarah Āghol. Trakten runt Qarah Āghol består i huvudsak av gräsmarker.